# Brachystelma mortonii
Brachystelma mortonii är en oleanderväxtart som beskrevs av C.C. Walker. Brachystelma mortonii ingår i släktet Brachystelma och familjen oleanderväxter. Inga underarter finns listade i Catalogue of Life.